# Quand je tire, c'est pour tuer
Pour plus de détails, voir Fiche technique et Distribution.
Quand je tire, c'est pour tuer (Un buco in fronte) est un western spaghetti sorti en 1968 réalisé par Giuseppe Vari.

## Synopsis
Un trésor est caché dans la Sierra Paolo. Pour le retrouver, il faut trois cartes à jouer sur lesquelles est dessinée une carte. Chacune de ces cartes est en possession d'une personne différente : le déserteur Munguja, le bandit Murienda, et enfin Garrincha, un autre hors-la-loi. Murienda, se sachant poursuivi par Munguja et sa bande, demande de l'aide à un pistolero, Billy Blood, et lui donne rendez-vous dans le couvent de San Juan. Murienda est tué avant de parvenir à San Juan, et les religieux l'y ensevelissent. Quatre hommes de Munguja l'exhument de nuit et retrouvent la précieuse carte sur son cadavre, mais Blood intervient : il les élimine, et contraint le reste de la bande à le conduire à Los Cerritos, repaire de Munguja. Il obtient ainsi la deuxième carte, mais se fait surprendre par le hors-la-loi qui l'avait suivi. Blood parvient à s'enfuir et avec l'aide de deux mexicaines, rejoint le couvent de San Juan. Là il découvre que Munguja et ses hommes ont tué les religieux et ont trouvé le trésor. Il affronte les bandits et les tue tous. Il ne reste que leur chef, Munguja quand intervient à l'improviste Garrincha, qui a tout suivi en attendant son heure.

## Fiche technique
- Titre français : Quand je tire, c'est pour tuer
- Titre original italien : Un buco in fronte
- Genre : western spaghetti
- Réalisation : Giuseppe Vari (sous le pseudo de Joseph Warren)
- Scénario : Adriano Bolzoni
- Production : Francesco Giorgi, Antonio Lucatelli pour Tigielle 33
- Année de sortie : 1968
- Durée : 84 minutes
- Format d'image : 2,35:1
- Photographie : Amerigo Gengarelli
- Montage : Giuseppe Vari
- Musique : Roberto Pregadio
- Décors : Giulia Mafai
- Costumes : Giulia Mafai
- Pays :  Italie
- Distribution en Italie : Euro International Film

## Distribution
- Dragomir Bojanić (sous le pseudo d'Anthony Ghidra) : Billy Blood
- Claudio Undari (sous le pseudo de Robert Hundar) : général Munguya
- Rosy Zichel : Adelita
- Gianni Brezza (sous le pseudo de Jhon Bryan) : Miguel
- Giorgio Gargiullo : Tedder
- Giuseppe Addobbati (sous le pseudo de John McDouglas) : père Blasco
- Elsa Janet Waterston : Encarnacion
- Luigi Marturano : Garrincha
- Mario Dardanelli (sous le pseudo de Mario Darnell) : Epifan
- Bruno Cattaneo : Murienda
- Corinne Fontaine : Placida